# Gottfried Müller (Dramaturg)

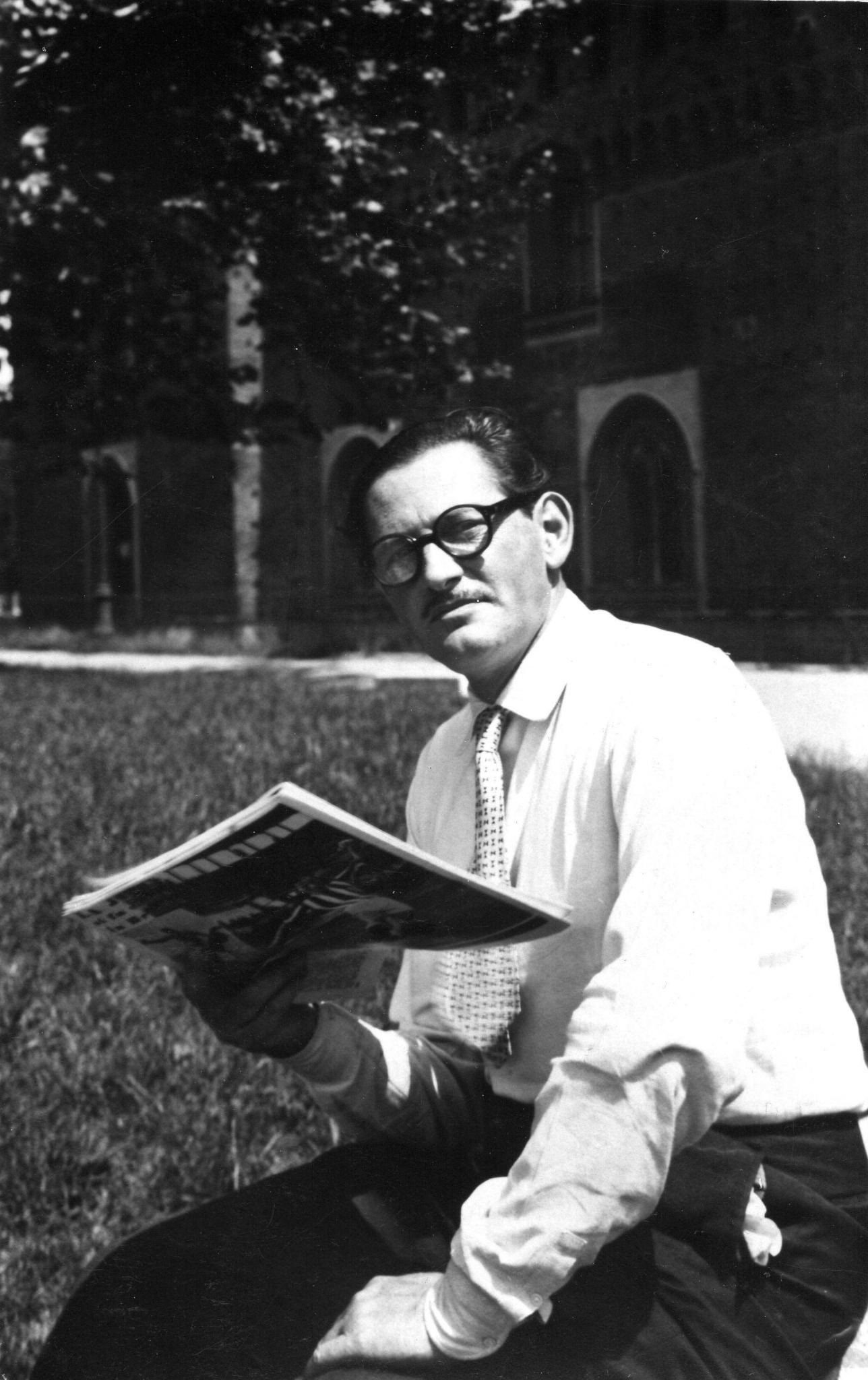
Gottfried Müller

Gottfried Müller (* 12. Februar 1903 in Wien; † 10. November 1953 in Mailand) war ein österreichischer Dramaturg. Der Film Fahrraddiebe aus dem Jahr 1948, in dem er mitwirkte, gilt unter Filmkritikern als einer der besten Filme aller Zeiten. 

## Leben
Der Sohn eines angesehenen Buchhändlers studierte in seiner Heimatstadt Wien, in Paris und Florenz Kunstgeschichte und Philosophie. 1931 erwarb er an der Universität Wien, als Schüler Strzygowskis, das Doktorat und erhielt den Doktor in Sanskrit. Von 1933 bis 1938 weilte er im Ausland. Dann kehrte er nach Deutschland zurück und wurde Dramaturg bei der UFA, später bei der TOBIS. In diese Zeit fällt die Entstehung seines ersten Buches „Dramaturgie des Theaters des Hörspiels und des Films“. In Zusammenarbeit mit Wolfgang Liebeneiner intensivierte sich seine Arbeit im Film-Atelier.
Ab November 1946 ließ er sich in Mailand nieder. Er hielt Vorträge über Filmfragen und arbeitete für die italienische Filmproduktion u. a. mit Cesare Zavattini und dem Regisseur Vittorio de Sica. Im Juni 1952 erschien sein Buch „Die Theorie der Komik“.
Nach einer schweren Krebserkrankung starb Gottfried Müller am 10. November 1953 in Mailand. 
Gottfried Müller war verheiratet mit Susanne Müller, Tochter des Architekten Gustav Sachers.

## Filmografie (Auswahl)
- 1948: Fahrraddiebe (Ladri di biciclette)
- 1951: Das Wunder von Mailand (Miracolo a Milano)
- 1952: Umberto D.